# Luis Eduardo González Cedrés
Luis Eduardo González Cedrés (* 15. Januar 1972 in Montevideo) ist ein uruguayischer Geistlicher und römisch-katholischer Bischof von Mercedes.

## Leben
Luis Eduardo González Cedrés empfing am 18. April 2009 das Sakrament der Priesterweihe für das Bistum Maldonado-Punta del Este.
Am 11. Mai 2018 ernannte ihn Papst Franziskus zum Titularbischof von Thugga und zum Weihbischof in Montevideo. Die Bischofsweihe spendete ihm der Erzbischof von Montevideo, Daniel Fernando Kardinal Sturla Berhouet SDB, am 17. Juni desselben Jahres. Mitkonsekratoren waren der Bischof von Maldonado-Punta del Este, Milton Luis Tróccoli Cebedio, und dessen Amtsvorgänger Rodolfo Pedro Wirz Kraemer.
Am 26. September 2023 ernannte ihn Papst Franziskus zum Bischof von Mercedes. Die Amtseinführung fand am 26. November desselben Jahres statt.